# 青木志都加
青木 志都加（あおき しづか、1993年6月12日 - ）は、京都府出身の元女子競輪選手。日本競輪選手会京都支部所属、ホームバンクは向日町競輪場。日本競輪学校（当時。以下、競輪学校）第104期生。師匠は山本真矢（65期）。

## 経歴
北桑田高校出身。高校時代は自転車部に所属し、ロードレースに打ち込んだ。高校3年時にどこまでできるか挑戦してみたくなり、競輪選手を志したという。
2011年12月16日、競輪学校第104回技能試験に合格。在校競走成績は12位（0勝）。
2013年5月10日、京王閣競輪場でデビューし3着。
2016年7月11日引退。